# 南怡
南 怡（ナム・イ、なん い、1441年（世宗23年） - 1468年（睿宗元年））は、李氏朝鮮初期の武臣。本貫は宜寧南氏。
若くして不遇の死を遂げた名将として、後世巷間で神格化された。

## 生涯
曾祖父は南在（南誾の兄）。祖父の宜山君南暉は太宗の四女の貞善公主と結婚した（南怡は太宗の曾孫であり、王室に縁がある）。父は南份。母は洪汝恭の娘。
1453年（世祖3年）、17歳のときに武科に状元及第（首席合格）した。横行する盗賊の討伐で名を上げ、1467年、李施愛の乱が勃発すると、亀城君李浚とともにこれを鎮圧。勲功一等として賞せられ、宜山君に封じられた。つづく建州衛の李満住（女真族）との戦いでも先陣を務めて功績を上げ、工曹判書になる。1468年には五衛都摠府都摠管を兼ね、26歳の若さで兵曹判書に昇った。
しかしこの年、世祖が崩御して睿宗が即位すると、一転して冷遇された。南怡がかつて遠征中に詠んだ詩に「男児たるものが二十歳になっても国を平定することができないならば、後世誰が立派な人物だと認めるだろうか（男児二十未平国、後世誰称大丈夫）」という一節があったが、これを国（朝鮮国）を打倒する謀叛の企ての証拠であるとして同僚の柳子光が告発。南怡は逮捕され、漢江沿いの処刑場・沙南基で処刑された。康純ら世祖に重用された人々も陰謀に加担したとして南怡とともに粛清され、亀城君李浚も領議政を辞めさせられている（南怡の謀叛事件）。事件は太宗の外孫である南怡ら新興勢力と、申叔舟・韓明澮ら旧勢力との対立が背景にあると推測されている。

### 死後
妻は左議政権擥の娘。権擥は韓明澮らとともに癸酉靖難で靖難功臣とされた一人だが、事件前の1465年に死亡している。
1818年（純祖18年）、後孫である右議政南公轍の奏請によって官爵と名誉が回復され、さらに忠武公の諡号が与えられた。

### 神格化
武勇に優れた将軍でありながら誣告によって無念の死を遂げたと考えられた南怡は、後世「南怡将軍」として神格化され、民間信仰の対象となった。幼い頃から非凡な武勇や神通力を発揮し、権擥の娘を鬼神から救って婿になった物語など、多くの説話が生み出され、『燃藜室記述』などの説話集に収められている。
各地に「墓地」と伝承されるものがあるが、実際の埋葬地ははっきりしない。京畿道華城市飛鳳面にある「南怡将軍の墓」は京畿道の道記念物第13号に指定されている。江原特別自治道春川市南山面にある「南怡将軍の墓」も有名な伝承地で、墓のある島は南怡島（ナミソム）と呼ばれている。また、ソウル特別市龍山区には南怡将軍祠堂があり、毎年11月に南怡将軍大祭が行われる。

## 家族
- 曾祖父：南景武
- 祖父：南暉（？ - 1454年）
- 祖母：貞善公主
- 父：南份
- 母：洪氏（洪汝恭の娘）
- 妻：權氏（權擥の娘）
- 妾：卓文兒、李德
- 娘：南求乙金